# Гирод
Гирод (нем. Girod) — община в Германии, в земле Рейнланд-Пфальц. 
Входит в состав района Вестервальд. Подчиняется управлению Монтабаур.  Население составляет 1232 человека (на 31 декабря 2010 года). Занимает площадь 7,46 км².